# Justus Roth
Justus Ludwig Adolf Roth (Hamburgo, 15 de setembro de 1818 – 1 de abril de 1892) foi um geólogo alemão.
Em 1864 foi eleito membro da Academia Leopoldina e em 1867 membro da Academia de Ciências da Prússia. Em 1889 foi eleito membro correspondente da Academia de Ciências de Göttingen.

## Obras
- Die Kugelformen im Mineralreich (Dresden und Leipzig 1844);
- Der Vesuv und die Umgebung von Neapel (Berlin 1857);
- Die Gesteinanalysen in tabellarischer Übersicht und mit kritischen Erläuterungen (Berlin 1861), ein Werk, zu welchem die Beiträge zur Petrographie der plutonischen Gesteine (1869, 1873, 1879, 1884) als Fortsetzung gehören;
- Über den Serpentin und die genetischen Beziehungen desselben (Berlin 1870);
- Über die Lehre vom Metamorphismus und die Entstehung der kristallinischen Schiefer (Berlin 1871);
- Studien am Monte Somma (Berlin 1877);
- Flusswasser, Meerwasser, Steinsalz. Habel, Berlin 1878
- Allgemeine und chemische Geologie (daselbst 1879 bis 1887, Bd. 1 u. 2) Digitalisat
- Über die Erdbeben. Habel, Berlin 1882